# 塞卜加格
34°01′46″N 1°55′41″E / 34.02958°N 1.92798°E

塞卜加格（阿拉伯语：‎），是阿爾及利亞的城鎮，位於該國中部艾格瓦特省，由阿夫盧區負責管轄，面積385平方公里，2008年人口5,981，人口密度每平方公里16人。